# Common Worship

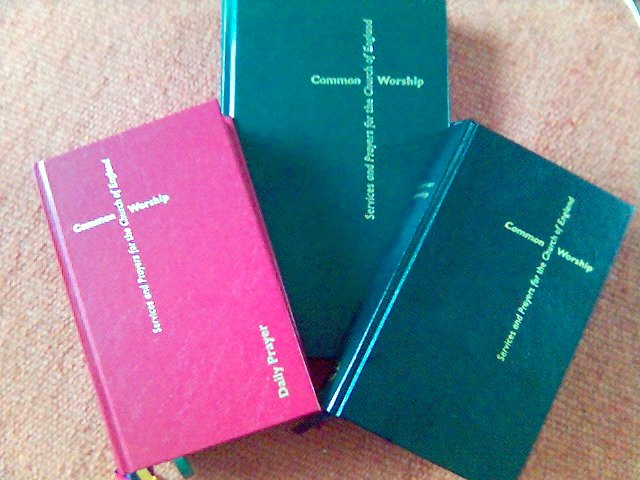
I tre libri Common Workship

Common Worship (in italiano Culto Comune) è il nome dato ad una serie di libri di preghiera e di culto autorizzati dal Sinodo Generale della Chiesa Anglicana e utilizzati a partire dalla prima domenica di Avvento del 2000.
Vengono usati in alternativa al Libro delle preghiere comuni del 1662, che rimane il testo di culto ufficiale.